# 변화 (바둑)
변화는 반면의 어느 한곳에서 공방 또는 절충으로 발생하는 새로운 모양이다. 서로 접해 있는 돌의 움직임으로 이전의 장면과 다르게 전개되는 것으로, 알려진 수순에 의한 정석의 변화 외에 새로운 형태의 변화도 있다.